# Eddie Mustafa Muhammad
Eddie Mustafa Muhammad, de son vrai nom Edward Lee Gregory, est un boxeur américain né le 30 avril 1952 à Brooklyn, New York.

## Carrière
Il devient champion du monde des poids mi-lourds WBA le 31 mars 1980 en battant au 11e round Marvin Johnson. Muhammad défend deux fois sa ceinture contre Jerry Martin et Rudi Koopmans puis s'incline aux points contre Michael Spinks le 18 juillet 1981.